# 임은주 (육상 선수)
임은주는 대한민국의 마라톤 선수였다. 1981년 11월에 열린 제35회 조선일보 마라톤 대회에서 3시간 00분 16초로 우승하며 대한민국 여자 첫 마라톤 기록을 작성했다.1988년 서울 올림픽에 참가했지만 2시간 38분 21초로 37위에 그쳤다.

## 개인 최고 기록
| # | 기록            | 날짜         | 소속     | 대회명              | 장소          | 주석 및 기타 |
|   | 2시간 37분 06초 | 1987. 04. 11 | 한국전력 | 제2회 월드컵 마라톤 | 대한민국 서울 | 11위         |

## 대한민국 신기록
| # | 신기록          | 날짜          | 소속     | 대회명                             | 장소                 | 종전 기록                      | 차이        | 주석 및 기타 |
| 1 | 3시간 00분 16초 | 1981. 11. 01  | 조폐공사 | 제35회 조선일보 마라톤 대회        | 대한민국 서울 - 양주 |                                |             | 1위.         |
| 2 | 2시간 47분 03초 | 1982. 01. 24  | 조폐공사 | 제1회 오사카 국제 여자 마라톤 대회 | 일본 오사카          | 3시간 00분 16초 (임은주, 81년) | - 13분 13초 | 14위.        |
| 3 | 2시간 39분 51초 | 1983. 10. 23* | 조폐공사 | 해밀턴 국제 마라톤 대회            | 뉴질랜드             | 2시간 44분 48초 (최경자, 83년) | - 4분 57초  | 1위          |

## 같이 보기
- 여자 마라톤 대한민국 기록 추이